# FPU

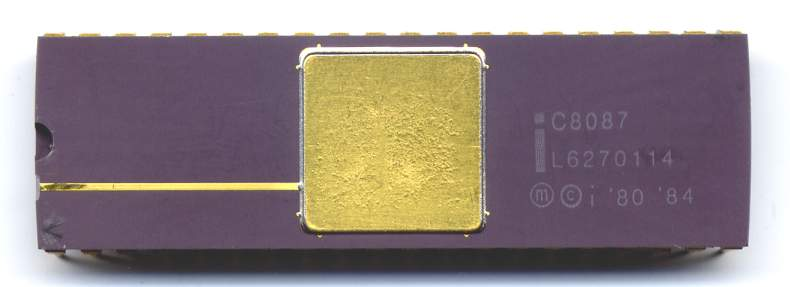
Intel 8087 matematikai koprocesszor, 1980

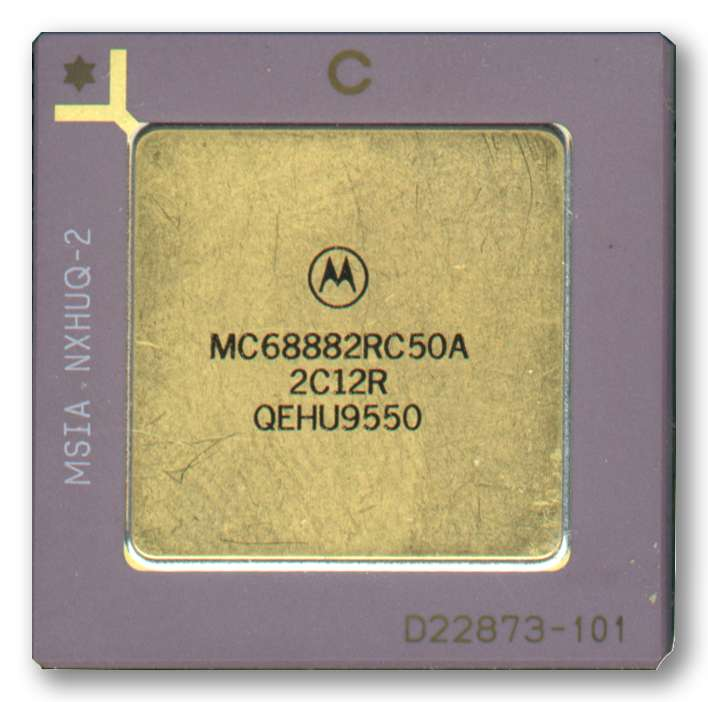
Motorola 68882 FPU a 80-as évekből

Az FPU az angol floating-point unit kifejezés rövidítése, ami magyarul lebegőpontos egység; a számítógépnek egy lebegőpontos matematikai műveleteket végző alegysége, a CPU kiegészítője. Nevezik még matematikai társprocesszornak vagy numerikus koprocesszornak (numeric processing unit, rövidítve NPU) is – ez az elnevezés onnan ered, hogy eleinte ezek az egységek a fő processzortól különálló, ahhoz csatlakoztatható opcionális egységek voltak. Megfigyelhető, hogy a lebegőpontos számításokat végző egységek a mikroprocesszorok fejlődése során kezdetben különálló áramkörökként jelentek meg, felépítésükben is különböztek a fő processzoroktól (pl. a 8087-es lebegőpontos egység alapvetően verem-szervezésű, szemben az azt vezérlő 8086-os főprocesszor hagyományos regiszteres felépítésével), később azonban egyre gyakrabban beépültek a főprocesszorokba, és manapság már alig van olyan processzorkialakítás, amelyben a lebegőpontos műveletekhez kiegészítő processzorra lenne szükség: pl. a beágyazott processzoroknak külön sorozataik vannak, amelyek vagy tartalmazzák, vagy nélkülözik a lebegőpontos egységet, és a feladat határozza meg, hogy éppen melyik kerül felhasználásra.
Használatával a processzor műveletvégző képessége, számítási teljesítménye nagyban növelhető. Az Intel processzorai esetében a 486-os processzorcsalád óta a CPU integrált része, korábban külön modul.

## Története
Az 1954-ben bevezetett IBM 704 lebegőpontos műveleteket tudott végrehajtani, szemben elődjével, az IBM 701-gyel. Később az IBM 709, 7090 és 7094 is lebegőpontos műveletek végrehajtására képesen jelent meg.
1963-ban a DEC bevezette a lebegőpontos műveletek elvégzését standard funkcióként tartalmazó PDP-6-ot. Ugyanekkor jelent meg a GE-235 is, mely a lebegőpontos és dupla pontosságú műveletekhez már „kisegítő aritmetikai egységet” (Auxiliary Arithmetic Unit, AAU) használt.

## Matematikai társprocesszorok
- AMD Am9511 – 1977, korai matematikai koprocesszor
- AMD Am9512
- Intel 8231 – 1979, segédprocesszor, AMD licenc
- Intel 8232 – 1980-as évek eleje, az AMD Am9512 analógja
- Intel 8087 – 1980, az első x87 lebegőpontos koprocesszor
- Intel 80187 – 1989[3]
- Intel 80287 – 1982[4]
- Intel 80387 – 1987. február 16.[5]
- Intel 80487 – 1991, 25 MHz, 32 bites matematikai koprocesszor[6]
- Nx587 – a NexGen Nx586 processzorhoz
- Motorola 68881 és 68882 – 1983[7]
- MIPS R2010 – 1987[8]
- MIPS R3010 – 1988,[9] 25 MHz[10]
- National Semiconductor 32081 koprocesszor-család – 1985 (?)[11][12]
- Texas Instruments 8847 – SN74ACT8847, 1988, 33,33 MHz,[10] 600-szor gyorsabb az Intel 80387-es matematikai koprocesszoránál[13]
- Weitek 3364 – 1988, 20 MHz[10]
- Weitek 1064 (1981), 1067 (1982), 1167, 2167, 3167,[14] 4167 – a Weitek cég koprocesszorai a Motorola, Intel, MIPS, SPARC és PA-RISC architektúrákhoz
- WRL 3170/3171 – 1990, a SPARC processzorokhoz, a lebegőpontos mag ugyanaz, mint a Weitek 3364-nél[10][15]
- Zilog Z8070 – 1983, APU, Arithmetic Processing Unit a Z8000-es családhoz[12]